# Alkinoj
Alkinoj (tudi Alkinoos) je v Homerjevi Odiseji fajaški kralj otoka Sherije, ki je bil Aretin mož in Navzikajin oče.
Sprejel je brodolomca Odiseja, ga pogostil in mu dal hitro ladjo, ki ga je prepeljala na domači otok Itako.